# Бишиндээгийн Урантунгалаг
Бишиндээгийн Урантунгалаг (монг. Бишиндээгийн Урантунгалаг; род. 24 февраля 1977, Хэнтий) — монгольская лучница, выступающая в соревнованиях по стрельбе из олимпийского лука. Участница двух Олимпийских игр.

## Биография
Бишиндээгийн Урантунгалаг родилась 24 февраля 1977 года.
Владеет монгольским и английским языками.
У неё есть дочь.

## Карьера
Бишиндээгийн Урантунгалаг начала заниматься стрельбой из лука в 1992 году.
На чемпионате мира 1999 года в Рьоме Бишиндээгийн Урантунгалаг заняла 119-е место, набрав 1130 очков в квалификации, и не прошла в раунд плей-офф.
На Азиатских играх 2006 года в Дохе монгольская лучница заняла седьмое место. На чемпионате мира в Лейпциге в следующем году она стала лишь 63-й, уступив на стадии 1/32 финала Наталье Эрдыниевой из России. На чемпионате Азии 2007 года Бишиндээгийн Урантунгалаг в Сиане добралась до четвертьфинала, где уступила Юн Ок Хи из Южной Кореи.
В июне 2008 года монгольская лучница приняла участие на четвёртом этапе Кубка мира во Франции, на котором также проходил отбор на Олимпиаду в Пекине. В основном турнире Бишиндээгийн Урантунгалаг победила Саёко Китабатакэ из Японии и Наталью Валееву из Италии, но затем уступила Хатуне Нариманидзе из Грузии на стадии 1/8 финала. В отборочном турнире к Олимпиаде монгольская спортсменка уступила в первом же матче киприотке Елене Мусику.
Бишиндээгийн Урантунгалаг выступила на этапе Кубка мира в Турции. В первом же поединке плей-офф она проиграла украинке Виктории Коваль со счётом 0:4 (это соревнование проводилось по новой сетовой системе). На этапе в Огдене монгольская лучница добралась до 1/16 финала, а в Шанхае вновь выбыла на стадии 1/32. На Азиатских играх в Гуанчжоу победила соотечественницу Мунхцэцэг Чулуунбаатар (4:0), но затем проиграла будущей чемпионке Юн Ок Хи с сухим счётом 0:6.
В 2011 году Бишиндээгийн Урантунгалаг выступила на четырёх этапах Кубка мира. В Порече на стадии 1/16 финала монгольская спортсменка уступила мексиканке Аиде Роман, в Анталии добралась до четвертьфинала, где проиграла кореянке Хан Кён Хи. В США она выиграла рейтинговый раунд, но уже в первом матче уступила датчанке Карине Розенвинге Кристиансен, а в Шанхае дошла до четвертьфинале, где уступила индианке Дипике Кумари. На чемпионате мира в Турине достигла второго раунда, где уступила датчанке Майе Ягер. В октябре в Тегеране на квалификационном турнире Азии к Олимпиаде в Лондоне завоевала серебро, уступив только Ике Рохмавати из Индонезии, завоевав путёвку на Игры.
Перед Олимпийскими играми, Бишиндээгийн Урантунгалаг приняла участие на трёх этапах Кубка мира, но дальше 1/16 финала в Огдене не продвинулась. На Олимпийских играх в первом раунде плей-офф монгольская лучница одержала победу над британкой Элисон Уильямсон (7:3), а в 1/16 финала над американкой Дженнифер Николс (6:4). В третьем раунде она встретилась с кореянкой Ли Сон Джин, которой уступила со счётом 0:6.
В 2013 году выступила на первом этапе Кубка мира в Шанхае, где добралась до 1/8 финала и уступила Аиде Роман из Мексики. В том же году на чемпионате мира в Белеке монгольская лучница, занимая 42-е место после предварительного раунда, победила индианку Чекроволу Свуро в первом раунде, но затем проиграла Мариане Авития из Мексики на стадии 1/24 финала.
В 2014 году Бишиндээгийн Урантунгалаг приняла участие на этапах Кубка мира в Шанхае и Анталии, но дальше 1/32 финала не прошла. В сентябре приняла участие на Азиатских играх в Инчхоне. В индивидуальном первенстве, занимая после рейтингового раунда 22-е место, монгольская лучница уже в первом матче проиграла Луизе Сайдиевой из Казахстана со счётом 2:6.
В 2015 года на этапе Кубка мира в Анталии сначала победила соотечественницу Мирославу Дагбаеву, но во втором раунде проиграла немке Карине Винтер. На чемпионате мира в Копенгагене монгольская лучница вновь встретилась в первом раунде с Дагбаевой, и на этот раз проиграла со счётом 4:6.
В 2016 году на этапе Кубка мира в Шанхае Бишиндээгийн Урантунгалаг проиграла в первом матче эстонке Лауре Нурмсалу.
В 2017 году на чемпионате Исламской солидарности в Дакке в первом же раунде проиграла индианке Анките Бхакат. На Азиатских играх 2018 года в Джакарте Бишиндээгийн Урантунгалаг достигла 1/8 финала как в индивидуальном первенстве, так и в командном, а также стала четвёртой в миксте.
В 2019 году на этапе Кубка мира в Анталии заняла девятое место в личном турнире и семнадцатое в миксте. На чемпионате мира в Хертогенбосе в индивидуальном первенстве стала 33-й, в команде семнадцатой. Также она добралась до 1/16 финала на этапе Кубка мира в Шанхае. На чемпионате Азии достигла 1/32 финала.
В 2021 году на этапе Кубка мира в Лозанне остановилась на стадии 1/16 финала. В июне участвовала на этапе Кубка мира в Париже, где разыгрывалась путёвка на Олимпиаду. Несмотря на то, что в основных соревнованиях она проиграла в первом же матче, в отборочном турнире она сумела завоевать путёвку для Монголии.
На Олимпийских играх в Токио, которые стали для Бишиндээгийн Урантунгалаг вторыми в карьере, она стала 58-й в рейтинговом раунде. В первом же раунде женского индивидуального турнира монгольская лучница попала на Адзусу Ямаути из Японии и проиграла ей со счётом 2:6 по сетам.